# Камаше (гміна Злочев)
Камаше (пол. Kamasze) — село в Польщі, у гміні Злочев Серадзького повіту Лодзинського воєводства.
Населення — 164 особи (2011).
У 1975-1998 роках село належало до Серадзького воєводства.

## Демографія
Демографічна структура станом на 31 березня 2011 року:
|          | Загалом | Допрацездатний вік | Працездатний вік | Постпрацездатний вік |
| -------- | ------- | ------------------ | ---------------- | -------------------- |
| Чоловіки | 88      | 19                 | 55               | 14                   |
| Жінки    | 76      | 15                 | 36               | 25                   |
| Разом    | 164     | 34                 | 91               | 39                   |